# 윌리엄 터브먼

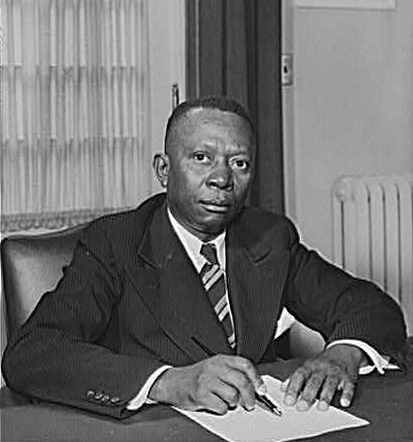
임기 중의 윌리엄 터브먼

윌리엄 터브먼(영어: William Tubman, 1895년 11월 29일 ~ 1971년 7월 23일)은 라이베리아의 정치인이다. 아메리코-라이베리안 출신으로서 트루 휘그당 소속으로 19대 라이베리아 대통령을 지냈다. 임기 동안 해외 투자를 유치하고 사회제도를 근대화하는 등 개혁을 펼쳐 라이베리아의 경제적 전성기를 이끌었다고 평가된다. 또한 아메리코 라이베리안(미국계 라이베리아인)과 라이베리아 원주민 사이의 사회경제적 격차와 갈등을 줄이기 위해 노력했다. 그러나 임기 중 고령의 나이로 사망하여 부통령이던 윌리엄 톨버트가 대신 취임하게 된다.

## 같이 보기
- 윌리엄 톨버트
- 새뮤얼 도

## 역대 선거 결과
| 선거명      | 직책명              | 대수 | 정당        | 득표율  | 득표수    | 결과 | 당락 |
| ----------- | ------------------- | ---- | ----------- | ------- | --------- | ---- | ---- |
| 1943년 선거 | 라이베리아의 대통령 | 19대 | 트루 휘그당 | 99%     | -표       | 1위  |      |
| 1951년 선거 | 라이베리아의 대통령 | 19대 | 트루 휘그당 | 100.00% | -표       | 1위  |      |
| 1955년 선거 | 라이베리아의 대통령 | 19대 | 트루 휘그당 | 99.51%  | 244,873표 | 1위  |      |
| 1959년 선거 | 라이베리아의 대통령 | 19대 | 트루 휘그당 | 99.99%  | 530,566표 | 1위  |      |
| 1963년 선거 | 라이베리아의 대통령 | 19대 | 트루 휘그당 | 100.00% | 565,044표 | 1위  |      |
| 1967년 선거 | 라이베리아의 대통령 | 19대 | 트루 휘그당 | 100.00% | 566,684표 | 1위  |      |
| 1971년 선거 | 라이베리아의 대통령 | 19대 | 트루 휘그당 | 100.00% | 714,005표 | 1위  |      |